# Maria Ropală Cicherschi

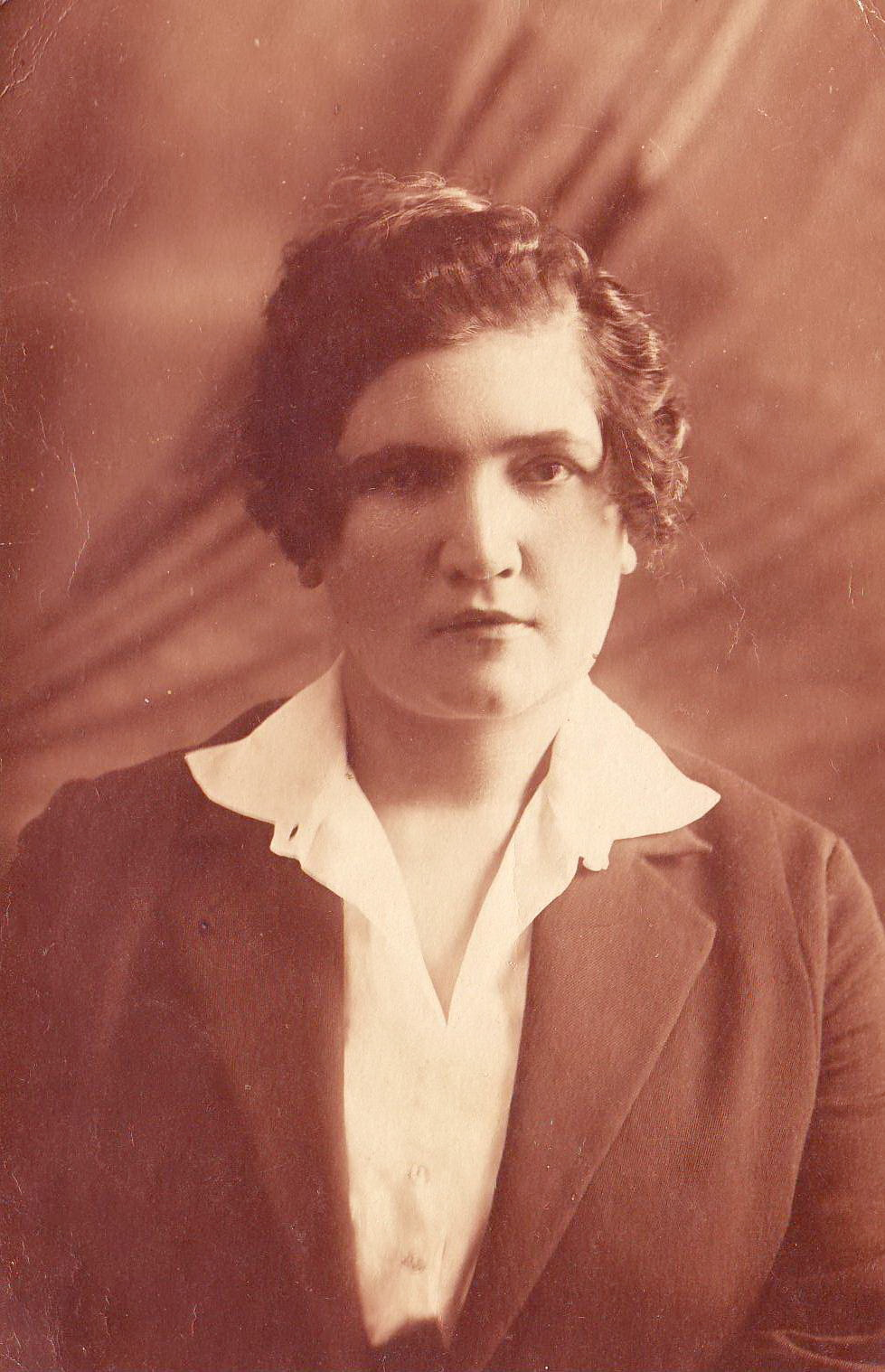
Maria Ropală Cicherschi (1923)

Maria Ropală Cicherschi (auch Cickersky) (* 18. Dezember 1881 in Iași; † 10. August 1973 in Bukarest) war eine rumänische Medizinerin, Professorin für forensische Medizin und gilt als erste Forensikerin Europas.

## Leben
Maria Cickersky wurde als Tochter von Frantz Cicherschi und Eleonora Andoniu in Iași geboren. Nach dem Besuch des Mädchengymnasiums belegte sie ab 1902 Kurse an der Universitatea de Medicină și Farmacie „Grigore T. Popa“ in Iași. 1907 wurde sie mit einer Arbeit über Biologie und Frauenkriminalität aus forensischer Sicht promoviert. Bei ihrem Doktorvater George Bogdan wurde sie 1919 Assistentin in der Abteilung für Forensische Medizin. 1927 spezialisierte sie sich in Paris bei Victor Balthazard in forensischer Medizin und Henri Claude in forensischer Psychiatrie und wurde die erste forensische Ärztin in Europa. Nach dem Tod ihres Mentors übernahm sie 1930 die Leitung der Abteilung und setzte ihre Lehrtätigkeit fort.
Sie war verheiratet mit Dr. Emil Ropală, aus der Ehe ging eine gemeinsame Tochter hervor.

## Mitgliedschaften
- Mitglied der Französischen Gesellschaft für Forensische Medizin